# Gérard Buchet
Gérard Buchet, né en 1914 et mort en 2002, est un écrivain, poète et libraire vaudois.

## Biographie
Pendant de nombreuses années, il exerce le métier de libraire à Neuchâtel et se lie ainsi avec de nombreux écrivains et lecteurs.
Il travaille avec Hermann Hauser aux Éditions de la Baconnière et collabore à Suisse contemporaine.
La revue Pages publie en 1942 son unique recueil Poèmes pour des amis.
Président de la Fondation Ramuz, Gérard Buchet rédige une étude sur l'auteur de Derborence. Il publie également des études sur Gustave Buchet, sur Géa Augsbourg et sur les villes de Morges et de Neuchâtel.
Pendant la Seconde Guerre mondiale, il est libraire à la librairie de l'Université de Fribourg et collabore à la revue lausannoise antifasciste Traits. Cette revue organe de la Résistance intellectuelle romande, fut considérée comme le périodique romand de l'époque le plus en prise sur l'actualité politique et littéraire. Buchet il en sera rédacteur à deux reprises, de mars 1942 à janvier 1943 puis de mars 1944 à juin 1945.

## Œuvres
- Poèmes pour des amis, éd. de Pages, 1942
- Histoires, vol. 1 de Œuvres incomplètes de Paul Budry, ed.La Baconnière, 1949
- Lausanne dessinée par Géa Augsbourg, éd. SPES, 1957.
- Morges, photographies Max-F. Chiffelle, éd. du Griffon, 1966
- Ramuz, vingt ans après, avec Marc Eigeldinger, Charly Guyot, vol 38, éd. Revue neuchâteloise, 1967
- L'imagier, avec Gea Augsbourg, éd. Payot, 1984.

## Sources
- « Gérard Buchet », sur la base de données des personnalités vaudoises sur la plateforme « Patrinum » de la Bibliothèque cantonale et universitaire de Lausanne.
- Histoire de la littérature en Suisse romande, sous la dir. de Roger Francillon, vol.3, p. 50
- A. Nicollier, H.-Ch. Dahlem, Dictionnaire des écrivains suisses d'expression française, vol. 3, p. 45
- Simon Roth, Weber-Perret, genèse de l'Alliance culturelle romande, p. 158.
- http://doc.rero.ch/lm.php?url=1000,43,5,20080303161714-LW/Biographique_Petermann.pdf
- • Fonds d'archives : Fonds Buchet, Gérard. Cote : P023. Centre des littératures en Suisse romande (inventaire en ligne) sur Phœbus.